# Entomophthora scatophaga
Entomophthora scatophaga är en svampart som beskrevs av Giard 1888. Entomophthora scatophaga ingår i släktet Entomophthora och familjen Entomophthoraceae.   Inga underarter finns listade i Catalogue of Life.